# Winterville (Géorgie)
Pour les articles homonymes, voir Winterville.
Winterville est une ville américaine située dans le comté de Clarke, en Géorgie. Selon le recensement de 2020, sa population est de 1 201 habitants.